# Katima Mulilo
Katima Mulilo (de naam komt uit het Lozi) is een stad (Engels: town) in Namibië. Het is het administratieve centrum van de Zambeziregio (tot 2013 bekend als Capriviregio). Het ligt aan de Zambezirivier en werd in 1935 gesticht door de Britse koloniale autoriteiten ter vervanging van Schuckmannsburg (sinds 2013 'Luhonono' genaamd naar haar pre-koloniale naam). De regionale bestuursfunctie van Schuckmannsburg werd in 1937 opgeheven.
Katima Mulilo heeft een inwoneraantal van 22.700 (2001).
In augustus 1999 vonden er in en rond Katima gevechten plaats tussen de afscheidingsbeweging Caprivi Liberation Army en leger en politie. Zo'n 20.000 mensen vluchtten voor het geweld naar Botswana.
In 2005 is de nieuwe brug over de Zambezi geopend. De brug verbindt Katima Mulilo met Sesheke in Zambia.